# Valour Football Club
El Valour Football Club es un equipo de fútbol de Canadá con sede en Winnipeg, Manitoba. Fue fundado en 2017 y disputa sus partidos de local en el IG Field. Junto al FC Edmonton y al Forge FC, es uno de los clubes inaugurales de la Canadian Premier League.

## Historia
El 6 de mayo del 2017, la Asociación Canadiense de Fútbol aceptó la creación de la institución como equipo profesional. Más tarde, el 6 de junio del 2018, fue aprobado el ingreso del club a la Canadian Premier League, como un miembro más para el nuevo torneo. Rob Gale fue nombrado como el primer entrenador en la historia del equipo.

## Uniforme
- Uniforme titular: Camiseta roja con mangas negras, pantalón blanco y medias rojas.
- Uniforme alternativo: Camiseta negra, pantalón negro y medias negras.

### Indumentaria y patrocinador
| Período       | Proveedor |
| ------------- | --------- |
| 2018-presente | Macron    |

| Período       | Patrocinador |
| ------------- | ------------ |
| 2019-presente | OneSoccer    |

## Estadio

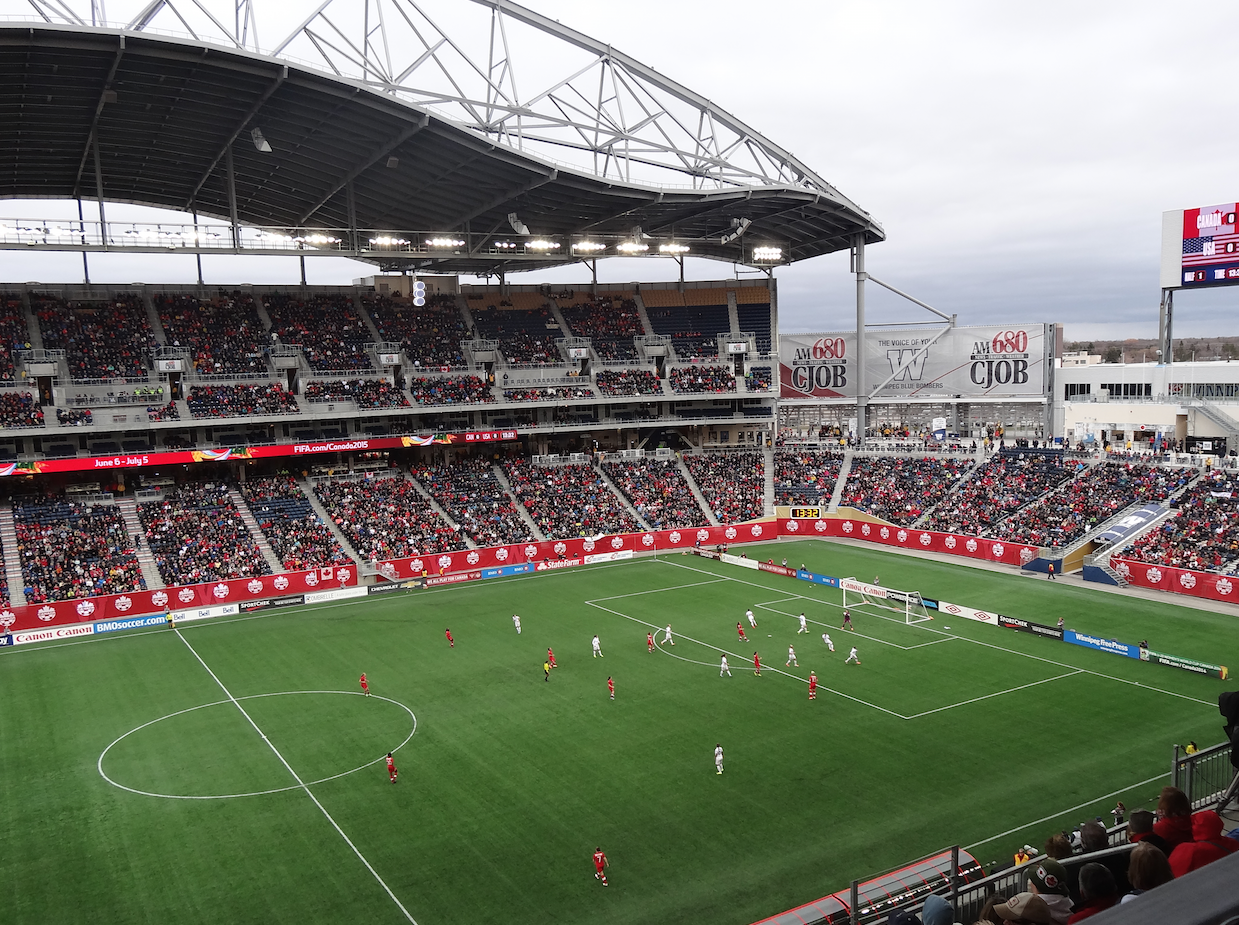
IG Field.

El Valour FC juega sus partidos de local en el IG Field, estadio que está diseñado para la práctica del fútbol canadiense. Cuenta con una capacidad para 33.134 espectadores y fue inaugurado en el 2013. También juegan de local los Winnipeg Blue Bombers, Winnipeg Rifles y el equipo de fútbol canadiense de la Universidad de Manitoba.

## Jugadores

### Mercado de transferencias
| Altas              | Altas         | Altas                     | Altas    | Altas    | Altas    | Altas    |
| Jugador            | Posición      | Procedencia               | Tipo     |          |          |          |
| Invierno           | Invierno      | Invierno                  | Invierno | Invierno | Invierno | Invierno |
| ------------------ | ------------- | ------------------------- | -------- | -------- | -------- | -------- |
| Tyson Farago       | Portero       | Winnipeg                  | Libre.   |          |          |          |
| Mathias Janssens   | Portero       | Louviéroise               | Libre.   |          |          |          |
| Raphaël Garcia     | Defensa       | Montreal Impact           | Libre.   |          |          |          |
| Jordan Murrell     | Defensa       | Reno 1868                 | Libre.   |          |          |          |
| Skylar Thomas      | Defensa       | Charleston Battery        | Libre.   |          |          |          |
| Martín Arguiñarena | Defensa       | Boston River              | Libre.   |          |          |          |
| Dylan Carreiro     | Mediocampista | Woodbridge Strikers       | Draft.   |          |          |          |
| Josip Golubar      | Mediocampista | Varteks Varaždin          | Libre.   |          |          |          |
| Glenn Muenkat      | Mediocampista | Kaiserslautern            | Libre.   |          |          |          |
| Raphael Ohin       | Mediocampista | Winnipeg                  | Libre.   |          |          |          |
| Dylan Sacramento   | Mediocampista | Vaughan Azzurri           | Libre.   |          |          |          |
| Nicolás Galvis     | Mediocampista | Deportivo Pereira         | Libre.   |          |          |          |
| Néstor Navia       | Mediocampista | Deportivo Pasto           | Libre.   |          |          |          |
| Stephen Hoyle      | Delantero     | Canterbury United Dragons | Libre.   |          |          |          |
| Tyler Attardo      | Delantero     | Northwest                 | Libre.   |          |          |          |
| Ali Musse          | Delantero     | Calgary Foothills         | Libre.   |          |          |          |
| Verano             |               |                           |          |          |          |          |
| Bandera de ?       |               | Bandera de ?              |          |          |          |          |

| Bajas        | Bajas    | Bajas        | Bajas    | Bajas    | Bajas    | Bajas    |
| Jugador      | Posición | Procedencia  | Tipo     |          |          |          |
| Invierno     | Invierno | Invierno     | Invierno | Invierno | Invierno | Invierno |
| ------------ | -------- | ------------ | -------- | -------- | -------- | -------- |
| Bandera de ? |          | Bandera de ? |          |          |          |          |
| Verano       |          |              |          |          |          |          |
| Bandera de ? |          | Bandera de ? |          |          |          |          |

- Actualizado el 1 de marzo de 2019

### Draft 2018
| N.º | Nac.                  | Nombre         | Posición      | Edad    | Procedencia |
| --- | --------------------- | -------------- | ------------- | ------- | ----------- |
|     | Bandera de Escocia    | Lewis White    | Defensa       | 27 años | CBU Capers  |
|     | Bandera de Canadá     | Dylan Carreiro | Mediocampista | 30 años | York Lions  |
|     | Bandera de Inglaterra | Jack Simpson   | Mediocampista | 27 años | CBU Capers  |

## Entrenadores

### Cronología de los entrenadores
- Rob Gale (2018-2021)
- Phillip Dos Santos (2021-presente)